# Großer Preis von Belgien 2004
Der Große Preis von Belgien 2004 (offiziell Formula 1 Belgian Grand Prix 2004) fand am 29. August auf dem Circuit de Spa-Francorchamps in Spa statt und war das 14. Rennen der Formel-1-Weltmeisterschaft 2004.

## Berichte

### Hintergründe
Nach dem Großen Preis von Ungarn führte Michael Schumacher in der Fahrerwertung mit 38 Punkten vor Rubens Barrichello und mit 55 Punkten vor Jenson Button. In der Konstrukteurswertung stand Ferrari nach dem Rennen in Ungarn bereits als Konstrukteursweltmeister fest. Sie führten uneinholbar mit 111 Punkten vor Renault und mit 119 Punkten vor BAR-Honda.
Nachdem der Große Preis von Belgien im Jahr 2003 wegen eines Streits über Tabakwerbung nicht stattfand, kehrte er nun in den Formel-1-Kalender zurück.
Mit Michael Schumacher (sechsmal) und David Coulthard (einmal) traten zwei ehemalige Sieger zu diesem Grand Prix an.

### Training
Die letzten sechs Teams der Konstrukteursmeisterschaft 2003 waren berechtigt, am Freitag im Training ein drittes Auto einzusetzen. Diese Fahrer fuhren am Freitag, traten aber weder im Qualifying noch im Rennen an. Anthony Davidson (BAR-Honda), Björn Wirdheim (Jaguar-Cosworth), Ryan Briscoe (Toyota), Timo Glock (Jordan-Cosworth) und Bas Leinders (Minardi-Cosworth) nahmen in dieser Funktion an den Freitagstrainings teil.
Am Freitag fuhr Kimi Räikkönen mit 1:44,701 Minuten die schnellste Runde vor Button und Michael Schumacher.
Am Samstag war Barrichello mit 1:57,085 Minuten dann Schnellster, gefolgt von Michael Schumacher und Räikkönen.

### Qualifying
Im ersten Qualifying, in dem die Startpositionen für das zweite Qualifying ermittelt wurden, erzielte Michael Schumacher die schnellste Zeit.
Im Qualifying war dann Jarno Trulli der Schnellste und sicherte sich mit 1:56,232 Minuten die zweite Pole-Position der Saison und seiner Karriere. Zweiter wurde Michael Schumacher vor Fernando Alonso.

### Rennen
Trulli erwischte einen guten Start und behielt die Führung. Michael Schumacher startete nicht so gut und wurde von Alonso und Coulthard überholt. Weiter hinten traf Mark Webber auf Barrichello, was für große Verwirrung und mehrere Kontakte in der Gruppe sorgte. Obwohl sich der Frontflügel seines Jaguars unter den Vorderrädern verklemmte, fuhr der australische Fahrer fort: In der gefährlichen Kurve von Eau Rouge konnte Webber das Auto nicht mehr kontrollieren und prallte schließlich gegen Takuma Satō. Um dem japanischen Auto auszuweichen, bremste Gianmaria Bruni ab, wurde aber von Zsolt Baumgartner seitlich angefahren und von Giorgio Pantano getroffen. Um die Strecke von Trümmern und verunglückten Formelautos zu befreien, schickte die Rennleitung das Safety-Car los: Webber, Satō, Bruni und Pantano schieden aus, während Olivier Panis, Button, Felipe Massa, Barrichello und Baumgartner an die Box mussten. Der Ferrari-Fahrer musste in der nächsten Runde einen weiteren Stopp einlegen, um die durch den Kontakt mit Webber beschädigte Heckflügelhalterung zu reparieren. Trotz dieses unerwarteten Ereignisses wurde Barrichello aufgrund der Länge der belgischen Strecke nicht überrundet.
Als das Safety-Car am Ende der dritten Runde wieder an die Box fuhr, hatte Michael Schumacher Schwierigkeiten, seine Reifen auf Temperatur zu bringen, und wurde in der folgenden Runde von Räikkönen und Montoya überholt. Eine Runde später überholte auch Räikkönen Coulthard und machte sich auf die Verfolgung von Trulli und Alonso. Es war Trulli, der die erste Boxenstopp-Serie für die führenden Fahrer eröffnete und in Runde 10 an die Box fuhr. Eine Runde später drehte sich Alonso beim Bremsen auf der Kemmel-Geraden: Tatsächlich war der Motor des Autos des Spaniers ausgefallen und Öl war auf die Hinterräder gelangt. Nach einem weiteren Dreher schied der Renault-Pilot aus und übergab die Führung an Räikkönen. Fast zeitgleich erlitt Coulthard einen Platten am rechten Hinterreifen, sodass er fast eine ganze Runde auf drei Rädern zurücklegen musste und dabei viel Zeit verlor. Räikkönen tankte in Runde 13 nach und kam vor Trulli zurück. Zwei Runden später machte auch Montoya seinen Boxenstopp, den später auch Michael Schumacher nachahmte. Der deutsche Fahrer nutzte den Stopp, um den Kolumbianer zu überholen, gebremst durch einen Zweikampf mit Massa, der noch nicht getankt hatte. Eine Runde später überholte der Ferrari-Mann auch Trulli.
Antonio Pizzonia führte das Rennen eine Runde lang an, bevor er in Runde 17 an die Box ging. Nach dem Stopp des Brasilianers kehrte Räikkönen an die Spitze des Rennens zurück, vor Button (noch nicht an der Box), Michael Schumacher, Trulli, Massa, Montoya, Pizzonia, Giancarlo Fisichella, Panis, Barrichello und Christian Klien. In Runde 19 versuchte Montoya einen Angriff auf Trulli, nachdem er dank des Boxenstopps des Brasilianers Massa überholt hatte. Der Italiener schloss jedoch die Ideallinie ab und die beiden berührten sich schließlich. Der Renault-Pilot drehte sich und verlor zwei weitere Positionen. Montoya fuhr praktisch unbeschadet weiter. Drei Runden später tankte Trulli zum zweiten und letzten Mal, in der folgenden Runde folgte Barrichello, der Fisichella gerade überholt hatte. In Runde 29 betraten Räikkönen, Montoya und Klien gleichzeitig die Box. Der Finne kehrte hinter Michael Schumacher auf die Strecke zurück. Eine Runde später kam es zu einer Wendung: Einen Moment nach der Überrundung des Minardi von Baumgartner explodierte plötzlich der rechte Hinterreifen an Buttons Auto. Der Engländer verlor die Kontrolle über seinen BAR und prallte schließlich direkt in Baumgartner. Beide Fahrer kamen ohne Verletzungen davon, allerdings schickte die Rennleitung das Safety-Car erneut auf die Strecke. Michael Schumacher, Pizzonia, Ricardo Zonta und Massa nutzen die Gelegenheit zu einem weiteren Stopp. Allerdings musste der Williams-Pilot, nachdem er auf den dritten Platz vorgerückt war, wegen eines Getriebeproblems sofort aufgeben. Am Ende der 33. Runde fuhr das Safety Car wieder rein, Räikkönen erspielte sich sofort einen guten Vorsprung vor Michael Schumacher, der vor Montoya, Barrichello und Zonta lag. Weiter hinten verbesserten sich Klien und Coulthard in der Gesamtwertung, schafften mehrere Überholmanöver und rückten auf die Plätze acht und neun vor. In Runde 36 erlitt Montoyas Williams einen Reifenschaden am rechten Hinterreifen. Als er an die Box fuhr, gab die Federung am Auto des Kolumbianers nach und Montoya musste aufgeben. Zwei Runden später kollidierte Coulthard mit Klien am Gipfel des Eau Rouge-Anstiegs. Der Schotte musste an die Box, um die Nase seines McLaren auszutauschen. Das Safety-Car fuhr zum dritten Mal auf die Strecke und blieb dort bis zur 41. Runde. Beim Restart setzte sich Räikkönen erneut gegen Michael Schumacher durch, während Zonta als Vierter aufgrund eines Motorschadens an seinem Toyota aufgeben musste. In den letzten Runden überholte Coulthard Trulli und Panis und belegte den siebten Platz, während sein Teamkollege seine Verfolger mühelos kontrollierte und seinem Team den ersten Sieg in einer schwierigen Saison sicherte. Michael Schumacher wehrte sich gegen Barrichellos Angriffe und eroberte sich den zweiten Platz und wurde zum siebten und letzten Mal Weltmeister. Massa, Fisichella, Klien (bei den ersten Punkten der Saison), Coulthard und Panis schlossen die Punktezone ab.

## Meldeliste
| Team                       | Nr. | Fahrer               | Chassis        | Motor                 | Reifen |
| -------------------------- | --- | -------------------- | -------------- | --------------------- | ------ |
| Scuderia Ferrari Marlboro  | 01  | Michael Schumacher   | Ferrari F2004  | Ferrari 3.0 V10       | B      |
| Scuderia Ferrari Marlboro  | 02  | Rubens Barrichello   | Ferrari F2004  | Ferrari 3.0 V10       | B      |
| BMW.WilliamsF1 Team        | 03  | Juan Pablo Montoya   | Williams FW26  | BMW 3.0 V10           | M      |
| BMW.WilliamsF1 Team        | 04  | Antonio Pizzonia     | Williams FW26  | BMW 3.0 V10           | M      |
| West McLaren Mercedes      | 05  | David Coulthard      | McLaren MP4-19 | Mercedes-Benz 3.0 V10 | M      |
| West McLaren Mercedes      | 06  | Kimi Räikkönen       | McLaren MP4-19 | Mercedes-Benz 3.0 V10 | M      |
| Mild Seven Renault F1 Team | 07  | Jarno Trulli         | Renault R24    | Renault 3.0 V10       | M      |
| Mild Seven Renault F1 Team | 08  | Fernando Alonso      | Renault R24    | Renault 3.0 V10       | M      |
| Lucky Strike BAR Honda     | 09  | Jenson Button        | BAR 006        | Honda 3.0 V10         | M      |
| Lucky Strike BAR Honda     | 10  | Takuma Satō          | BAR 006        | Honda 3.0 V10         | M      |
| Lucky Strike BAR Honda     | 35  | Anthony Davidson     | BAR 006        | Honda 3.0 V10         | M      |
| Sauber Petronas            | 11  | Giancarlo Fisichella | Sauber C23     | Petronas 3.0 V10      | B      |
| Sauber Petronas            | 12  | Felipe Massa         | Sauber C23     | Petronas 3.0 V10      | B      |
| Jaguar Racing              | 14  | Mark Webber          | Jaguar R5      | Cosworth 3.0 V10      | M      |
| Jaguar Racing              | 15  | Christian Klien      | Jaguar R5      | Cosworth 3.0 V10      | M      |
| Jaguar Racing              | 37  | Björn Wirdheim       | Jaguar R5      | Cosworth 3.0 V10      | M      |
| Panasonic Toyota Racing    | 16  | Ricardo Zonta        | ToyotaTF104    | Toyota 3.0 V10        | M      |
| Panasonic Toyota Racing    | 17  | Olivier Panis        | ToyotaTF104    | Toyota 3.0 V10        | M      |
| Panasonic Toyota Racing    | 38  | Ryan Briscoe         | ToyotaTF104    | Toyota 3.0 V10        | M      |
| Jordan-Ford                | 18  | Nick Heidfeld        | Jordan EJ14    | Ford 3.0 V10          | B      |
| Jordan-Ford                | 19  | Giorgio Pantano      | Jordan EJ14    | Ford 3.0 V10          | B      |
| Jordan-Ford                | 39  | Timo Glock           | Jordan EJ14    | Ford 3.0 V10          | B      |
| Minardi F1 Team            | 20  | Gianmaria Bruni      | Minardi PS04B  | Cosworth 3.0 V10      | B      |
| Minardi F1 Team            | 21  | Zsolt Baumgartner    | Minardi PS04B  | Cosworth 3.0 V10      | B      |
| Minardi F1 Team            | 40  | Bas Leinders         | Minardi PS04B  | Cosworth 3.0 V10      | B      |

Anmerkungen
1. 1 2 3 4 5  Nahm nur am Freitagstraining teil.

## Klassifikation

### Qualifying
| Pos. | Fahrer               | Konstrukteur     | Q1         | Q2       | Start |
| ---- | -------------------- | ---------------- | ---------- | -------- | ----- |
| 01   | Jarno Trulli         | Renault          | 1:58,606   | 1:56,232 | 01    |
| 02   | Michael Schumacher   | Ferrari          | 1:53,755   | 1:56,304 | 02    |
| 03   | Fernando Alonso      | Renault          | 1:58,242   | 1:56,686 | 03    |
| 04   | David Coulthard      | McLaren-Mercedes | 1:56,994   | 1:57,990 | 04    |
| 05   | Giancarlo Fisichella | Sauber-Petronas  | 1:56,068   | 1:58,040 | 05    |
| 06   | Rubens Barrichello   | Ferrari          | 1:54,913   | 1:58,175 | 06    |
| 07   | Mark Webber          | Jaguar-Cosworth  | 1:59,437   | 1:58,729 | 07    |
| 08   | Felipe Massa         | Sauber-Petronas  | 1:56,057   | 1:59,008 | 08    |
| 09   | Olivier Panis        | Toyota           | 2:01,472   | 1:59,552 | 09    |
| 10   | Kimi Räikkönen       | McLaren-Mercedes | 1:55,371   | 1:59,635 | 10    |
| 11   | Juan Pablo Montoya   | Williams-BMW     | 1:56,842   | 1:59,681 | 11    |
| 12   | Jenson Button        | BAR-Honda        | 1:58,837   | 2:00,237 | 12    |
| 13   | Christian Klien      | Jaguar-Cosworth  | 1:59,997   | 2:01,246 | 13    |
| 14   | Antonio Pizzonia     | Williams-BMW     | 1:59,100   | 2:01,447 | 14    |
| 15   | Takuma Satō          | BAR-Honda        | 1:58,929   | 2:01,813 | 15    |
| 16   | Nick Heidfeld        | Jordan-Ford      | 2:00,166   | 2:02,645 | 16    |
| 17   | Gianmaria Bruni      | Minardi-Cosworth | 2:03,226   | 2:02,651 | 17    |
| 18   | Zsolt Baumgartner    | Minardi-Cosworth | 2:01,195   | 2:03,303 | 18    |
| 19   | Giorgio Pantano      | Jordan-Ford      | 1:59,442   | 2:03,833 | 19    |
| 20   | Ricardo Zonta        | Toyota           | keine Zeit | 2:03,895 | 20    |

### Rennen
| Pos. | Fahrer               | Konstrukteur     | Runden | Stopps | Zeit        | Start | Schnellste Runde |
| ---- | -------------------- | ---------------- | ------ | ------ | ----------- | ----- | ---------------- |
| 01   | Kimi Räikkönen       | McLaren-Mercedes | 44     | 2      | 1:32:35,274 | 10    | 1:45,108 (42.)   |
| 02   | Michael Schumacher   | Ferrari          | 44     | 2      | + 3,132     | 02    | 1:45,503 (28.)   |
| 03   | Rubens Barrichello   | Ferrari          | 44     | 3      | + 4,371     | 06    | 1:45,666 (43.)   |
| 04   | Felipe Massa         | Sauber-Petronas  | 44     | 4      | + 12,504    | 08    | 1:47,624 (29.)   |
| 05   | Giancarlo Fisichella | Sauber-Petronas  | 44     | 2      | + 14,104    | 05    | 1:46,758 (11.)   |
| 06   | Christian Klien      | Jaguar-Cosworth  | 44     | 3      | + 14,614    | 13    | 1:47,509 (11.)   |
| 07   | David Coulthard      | McLaren-Mercedes | 44     | 3      | + 17,970    | 04    | 1:46,579 (11.)   |
| 08   | Olivier Panis        | Toyota           | 44     | 3      | + 18,693    | 09    | 1:47,765 (29.)   |
| 09   | Jarno Trulli         | Renault          | 44     | 2      | + 22,115    | 01    | 1:45,898 (09.)   |
| 10   | Ricardo Zonta        | Toyota           | 41     | 2      | DNF         | 20    | 1:47,576 (26.)   |
| 11   | Nick Heidfeld        | Jordan-Ford      | 40     | 5      | + 4 Runden  | 16    | 1:50,471 (40.)   |
| –    | Juan Pablo Montoya   | Williams-BMW     | 37     | 2      | DNF         | 11    | 1:46,547 (36.)   |
| –    | Antonio Pizzonia     | Williams-BMW     | 31     | 2      | DNF         | 14    | 1:46,740 (26.)   |
| –    | Jenson Button        | BAR-Honda        | 29     | 2      | DNF         | 12    | 1:47,151 (26.)   |
| –    | Zsolt Baumgartner    | Minardi-Cosworth | 28     | 2      | DNF         | 18    | 1:51,031 (25.)   |
| –    | Fernando Alonso      | Renault          | 11     | 0      | DNF         | 03    | 1:45,870 (09.)   |
| –    | Mark Webber          | Jaguar-Cosworth  | 0      | 0      | DNF         | 07    | –                |
| –    | Takuma Satō          | BAR-Honda        | 0      | 0      | DNF         | 15    | –                |
| –    | Gianmaria Bruni      | Minardi-Cosworth | 0      | 0      | DNF         | 17    | –                |
| –    | Giorgio Pantano      | Jordan-Ford      | 0      | 0      | DNF         | 19    | –                |

## WM-Stände nach dem Rennen
Die ersten acht jedes Rennens bekamen 10, 8, 6, 5, 4, 3, 2 bzw. 1 Punkt(e).

### Fahrerwertung
| Pos. | Fahrer               | Konstrukteur     | Punkte |
| ---- | -------------------- | ---------------- | ------ |
| 01   | Michael Schumacher   | Ferrari          | 128    |
| 02   | Rubens Barrichello   | Ferrari          | 88     |
| 03   | Jenson Button        | BAR-Honda        | 65     |
| 04   | Jarno Trulli         | Renault          | 46     |
| 05   | Fernando Alonso      | Renault          | 45     |
| 06   | Juan Pablo Montoya   | Williams-BMW     | 38     |
| 07   | Kimi Räikkönen       | McLaren-Mercedes | 28     |
| 08   | David Coulthard      | McLaren-Mercedes | 21     |
| 09   | Giancarlo Fisichella | Sauber-Petronas  | 18     |
| 10   | Takuma Satō          | BAR-Honda        | 18     |
| 11   | Ralf Schumacher      | Williams-BMW     | 12     |
| 12   | Felipe Massa         | Sauber-Petronas  | 10     |

| Pos. | Fahrer             | Konstrukteur     | Punkte |
| ---- | ------------------ | ---------------- | ------ |
| 13   | Mark Webber        | Jaguar-Cosworth  | 7      |
| 14   | Olivier Panis      | Toyota           | 6      |
| 15   | Antonio Pizzonia   | Williams-BMW     | 4      |
| 16   | Christian Klien    | Jaguar-Cosworth  | 3      |
| 17   | Cristiano da Matta | Toyota           | 3      |
| 18   | Nick Heidfeld      | Jordan-Ford      | 3      |
| 19   | Timo Glock         | Jordan-Ford      | 2      |
| 20   | Zsolt Baumgartner  | Minardi-Cosworth | 1      |
| 21   | Marc Gené          | Williams-BMW     | 0      |
| 22   | Ricardo Zonta      | Toyota           | 0      |
| 23   | Giorgio Pantano    | Jordan-Ford      | 0      |
| 24   | Gianmaria Bruni    | Minardi-Cosworth | 0      |

### Konstrukteurswertung
| Pos. | Konstrukteur     | Punkte |
| ---- | ---------------- | ------ |
| 01   | Ferrari          | 216    |
| 02   | Renault          | 91     |
| 03   | BAR-Honda        | 83     |
| 04   | Williams-BMW     | 54     |
| 05   | McLaren-Mercedes | 49     |

| Pos. | Konstrukteur     | Punkte |
| ---- | ---------------- | ------ |
| 06   | Sauber-Petronas  | 28     |
| 07   | Jaguar-Cosworth  | 10     |
| 08   | Toyota           | 9      |
| 09   | Jordan-Ford      | 5      |
| 10   | Minardi-Cosworth | 1      |